# Sotto due bandiere (film 1922)
Sotto due bandiere (Under Two Flags) è un film muto del 1922 diretto da Tod Browning.
La storia è l'adattamento per lo schermo del romanzo omonimo di Ouida da cui Paul M. Potter trasse il lavoro teatrale Under Two Flags che andò in scena a Broadway il 5 febbraio 1901.
Il film è un remake: già nel 1912 erano usciti due film dallo stesso titolo con la storia di Cigarette e del suo amore infelice per un bel legionario.

## Trama

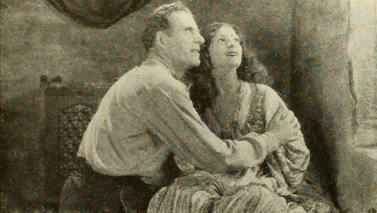
James Kirkwood e Priscilla Dean

Un nobile inglese, sotto il nome di Victor, arriva in Algeria per arruolarsi nella Legione straniera. Nessuno ne conosce la vera identità ma Cigarette, la mascotte della compagnia, una ragazza franco-araba innamorata di lui, scopre il passato dell'uomo. Quando in Algeria giunge la principessa amata da Victor, Cigarette, furiosa di essere stata respinta dall'uomo, decide di uccidere la sua rivale. La principessa, però, suscita la sua ammirazione e lei le rivela il nome sotto cui si nasconde il suo amato nella legione.

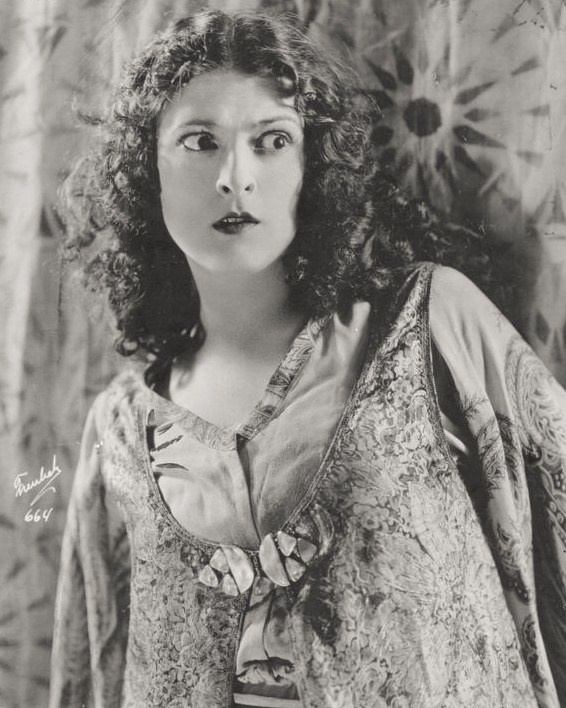
Priscilla Dean

Lo sceicco Ben Ali sta per assalire i legionari. Cigarette cavalca selvaggiamente verso la postazione dei soldati per avvisare Victor: quando gli arabi attaccano, la ragazza parerà con il suo corpo la pallottola assassina destinata all'amato, morendogli tra le braccia.

## Produzione
Il film fu prodotto dall'Universal Film Manufacturing Company.

## Distribuzione
L'Universal Film Manufacturing Company distribuì il film facendolo uscire in prima a New York e a Chicago il 24 settembre 1922. Una copia del film viene conservata negli archivi dell'UCLA.

### Date di uscita
IMDb
- USA	24 settembre 1922	 (New York City, New York) (Chicago, Illinois)  (première)
- USA	6 novembre 1922
- Paesi Bassi	22 dicembre 1922	 (Den Haag)
- Finlandia	21 ottobre 1923
- Portogallo	3 novembre 1925

Alias
- Bajo dos banderas  	Spagna
- Onder twee vaandels 	Belgio (titolo Francese)
- Onder twee vlaggen	Paesi Bassi
- Sob Duas Bandeiras	Portogallo
- Sous deux drapeaux	Belgio (titolo Fiammingo)
- Ypo dyo simaias	Grecia

## Versioni cinematografiche diUnder Two Flags
- Under Two Flags, regia di Lucius Henderson (1912)
- Under Two Flags, regia di George Nichols  (1912)
- Under Two Flags, regia di Travers Vale (1915)
- Under Two Flags, regia di J. Gordon Edwards (1916)
- Sotto due bandiere, regia di Tod Browning (1922)
- Under Two Jags, regia di George Jeske parodia (1923)
- Sotto due bandiere (Under Two Flags), regia di Frank Lloyd (1936)